# El Hadj Ag Gamou
El Hadj Ag Gamou, né le 31 décembre 1964 à Tidermène, est un général de division touareg malien.

## Biographie

### La Légion verte
El Hadj Ag Gamou est né dans une famille de bergers en 1964 à Tidermène, dans le cercle de Ménaka. C'est un touareg Imghad, une tribu vassale selon l'organisation traditionnelle de la société touarègue. En 1980, à l'âge de 16 ans, il rejoint l'armée libyenne au sein de la Légion verte, il y rencontre notamment Iyad Ag Ghali. Après une année d'entraînement en Libye, puis six mois en Syrie auprès des forces spéciales, il est engagé dans la guerre du Liban aux côtés des Palestiniens. Après plusieurs années de guerres, il regagne un temps la Libye, puis il prend part au Conflit tchado-libyen,.

### La rébellion de 1990-1996
Gamou regagne le Mali en 1988. Lors de la rébellion touarègue de 1990-1996, il rejoint les rebelles et combat au sein de l'Armée révolutionnaire de libération de l'Azawad (ARLA).
En 1994, il se brouille avec Iyad Ag Ghali, chef du MPA. La première femme d'Ag Gamou s'était par la suite remariée avec Ag Ghali, mais la cause de cette dispute trouverait plutôt son origine dans des rivalités et des ambitions personnelles. En février, Gamou kidnappe Intallah Ag Attaher, l'Amenokal des Ifoghas, la tribu d'Ag Ghali. L'Amenokal est ensuite relâché mais cette action n'est pas pardonnée par les Ifoghas,.

### L'armée malienne
Satisfait de accords de paix de 1996, Ag Gamou rejoint la même année les forces armées maliennes. Formé à l'école militaire de Koulikoro, il est affecté à sa sortie, à la région de Ségou en tant qu'officier d'état-major,.
En 1999, lors de la guerre civile sierra-léonaise il prend part en tant que casque bleu à la Mission des Nations unies en Sierra Leone. De retour au Mali en 2000, il est décoré de la médaille de la valeur militaire et est promu au grade de lieutenant-colonel.
En 2001, il est affecté à Gao, puis il prend le commandement de Kidal en 2005.

### La rébellion de 2007-2009
De 2007 à 2009, dans la région de Kidal, Gamou affronte la rébellion touarègue de l'ATNM menée par Ibrahim Ag Bahanga. Il mène l'opération Djiguitugu et détruit les bases des rebelles,.
Homme de confiance du président Amadou Toumani Touré, il est nommé en 2010 chef d'état-major particulier adjoint. Il encourage le président à nommer des Arabes et des Touaregs à des postes clés dans le Nord.
Selon des sources militaires et diplomatiques, il aurait cependant couvert des personnes liées au trafic de drogue. En 2012, des habitants de Gao l'accusent notamment d'avoir laissé filer un grand commerçant arabe Lemhar, Baba Ould Cheikh, le maire de Tarkint lié à l'affaire d'« Air Cocaïne », lorsqu'en novembre 2009, un Boeing 727 venu du Venezuela chargé de cocaïne avait atterri dans la région de Gao,. En 2015, la fille de Gamou épouse Chérif Ould Taher, un autre Arabe Lemhar également lié à l'affaire d'« Air Cocaïne »,.

### La rébellion de 2012
En 2011, lors de la guerre civile libyenne, 2 000 à 4 000 soldats touaregs ayant quitté l'armée de Khaddafi regagnent le Mali. Le président Amadou Toumani Touré charge alors le colonel Ag Gamou de rallier ces hommes à l'armée malienne afin d'éviter qu'ils ne rejoignent les groupes rebelles. La mission réussit partiellement, de nombreux « Libyens » rallient l'état malien, mais d'autres contribuent à la formation du MNLA,. 
El Hadj Ag Gamou est colonel-major au nord du Mali lorsque débute la Rébellion de 2012, il commande alors la garnison de Kidal. Le 18 janvier, Aguel'hoc est attaquée, elle tombe aux mains de rebelles le 24 et sa garnison est massacrée. Le lendemain, les renforts venus de Kidal et commandés par Gamou reprennent la ville, que les rebelles abandonnent sans combattre. 
Début février, Gamou tente de briser le siège de Tessalit et, le 11 février, venu de Kidal, il affronte les rebelles lors du combat de Tinsalane. Les deux camps revendiquent la victoire,. Mais un mois plus tard, Tessalit tombe aux mains des insurgés.
Fin mars 2012, il commande les forces maliennes à Kidal, fortes de 500 à 600 hommes, lorsque la ville est attaquée le 26 par Ansar Dine et le MNLA. Le 29, Ag Gamou abandonne la ville et se replie avec ses forces vers le sud. Le 31, alors que le même jour, Gao était envahie par les rebelles, les forces de Gamou sont encerclées par les combattants du MNLA. Gamou fait alors savoir qu'il accepte la proposition du MNLA de rejoindre ses rangs. Il s'agit cependant d'une ruse, Gamou refuse que les 204 soldats de sa troupe originaires du sud du Mali soient livrés comme prisonniers de guerre. Puis il se porte avec ses hommes vers le Niger. Arrivé à 100 kilomètres de la frontière, il appelle le consul du Mali au Niger par téléphone satellitaire pour lui demander de préparer l’arrivée de ses hommes originaires du sud afin qu'ils puissent être rapatriés vers Bamako, via le Burkina Faso. Par la suite, Gamou se replie lui-même au Niger avec sa famille et sa milice touarègue, il fait alors savoir au gouvernement malien que son allégeance au MNLA déclarée sur RFI était une manœuvre ayant pour but de s’enfuir et qu'il est prêt à reprendre le combat.  
Le 2 décembre 2012, à Niamey, Ag Gamou est la cible d'une tentative d'assassinat par un jeune djihadiste. L'homme tire trois ou quatre balle, deux blessent à la cuisse le garde du corps du colonel, l'autre ricoche sur son téléphone portable. L'assaillant, qui se réclame d'AQMI, est cependant maîtrisé par Gamou, son garde du corps et son chauffeur,.

### Contre-offensive de 2013
Gamou reste 10 mois au Niger, mais en janvier 2013 l'armée française lance l'Opération Serval au Mali. Il prend alors part à la reconquête du nord du Mali à la tête de sa milice forte de 700 hommes, dont 500 Touaregs Imghad, progressivement intégrée à l'armée régulière. Le 15 janvier 2013, il prend Ménaka sans combattre avec une colonne de 77 pick-up et huit blindés BRDM-2.
Vers fin janvier ou début février, il arrive à Gao, prise quelques jours plus tôt par les Français. Le 12 février, les forces maliennes du colonel Ag Gamou et les troupes françaises reprennent le contrôle de la ville de Ménaka sans livrer de combats avec le MNLA qui abandonne la ville après y être entré le 5 février. Quatre rebelles sont cependant arrêtés le 9 février. Le MNLA accuse la France d'avoir tendu un guet-apens à Abdoul Karim Ag Matafa, ministre de la Santé du conseil transitoire de l'État de l'Azawad, et trois autres combattants rebelles et menace d'user de représailles avant de se rétracter quelques heures plus tard,.
Le 21 février, Gamou est engagé directement avec sa milice conte les djihadistes du MUJAO lors de la quatrième bataille de Gao.
Fin février, il détache 19 hommes de sa milice qui servent de guides aux soldats français dans l'Adrar des Ifoghas, lors de la bataille de Tigharghâr.
En mars, il est un temps rappelé à Bamako.
Le 5 juin, avec le colonel-major Didier Dacko il s'empare d'Anéfif, défendue par le MNLA.
Le 2 septembre 2013, El Hadj Ag Gamou est élevé à la dignité d'Officier de l'Ordre national du Mali.
Dans la nuit du 18 au 19 novembre dans le village d’Intakabar, à Djebok, deux membres de sa famille sont assassinés ; un vieillard de 70 ans et une petite fille de 3 ans. Une femme d'environ 70 ans et une petite fille d'une dizaine d'années sont également blessées. Alors présent à Bamako, Ag Gamou affirme que les meurtriers sont des Peuls du MUJAO.

### Combats à la tête du GATIA
Les 17 et 21 mai 2014, il commande les forces maliennes lors des deuxième et troisième bataille de Kidal. Il est cependant battu, et les groupes armés rebelles reprennent le contrôle de la ville de Kidal. Le 21, Gamou perd son principal lieutenant, le colonel Fayçal Ag Kiba qui est tué lors des combats.
En août 2014, Gamou fonde une nouvelle milice loyaliste pour s'opposer aux rebelles, le Groupe autodéfense touareg Imghad et alliés (GATIA). Il demeure cependant général dans l'armée régulière et ne revendique pas officiellement son appartenance au GATIA,,,,. Cependant il est critiqué par plusieurs membres du gouvernement et de l'armée qui lui reprochent d'agir sa guise en fonction de ses intérêts et de ceux de sa tribu. Si le président Ibrahim Boubacar Keïta se méfie de lui, il garde cependant le soutien du général Didier Dacko, chef d'État-major général des armées.
Après des affrontements sanglants, le GATIA et la Coordination des mouvements de l'Azawad (CMA) concluent la paix le 16 octobre 2015 lors des de « pactes d'honneur ». Les 1er et 2 février 2016, entre plusieurs centaines et un millier d'hommes du GATIA menés par Ag Gamou entrent à Kidal avec le consentement de la CMA,. Gamou s'établit lui-même à Takalote, à 30 kilomètres au sud-est de Kidal. Cependant après une phase d'apaisement, la situation dégénère à nouveau en juillet 2016, et des combats éclatent entre les Imghads du GATIA et les Ifoghas du HCUA. Ces derniers prennent l'avantage et chassent les troupes de Gamou de la ville.
Le 1er juin 2017, après une attaque contre un poste de militaire à Abala, au Niger, les djihadistes de l'État islamique se replient au Mali. Mais ils sont alors attaqués par l'armée malienne, l'armée française et les miliciens touaregs du GATIA et du MSA. En réponse Adnane Abou Walid Al-Sahraoui, le chef de l'EI au Sahel, accuse dans une missive les Touaregs imghad et daoussahak d'être les complices de la France et du Niger, et menace particulièrement les chefs du MSA et du GATIA : Moussa Ag Acharatoumane et El Hadj Ag Gamou,.
Le 4 septembre 2019, le général de division Ag Gamou est nommé Inspecteur général des armées et services maliens. Il est débarqué de son poste par Assimi Goïta en décembre 2021.
Au cours de l'année 2022, il participe aux combats contre l'État islamique dans le Grand Sahara , lors des offensives de Ménaka. Début juin, prend part à la bataille d'Andéramboukane, où certaines rumeurs l'annoncent blessé, ce qu'il dément,. Début novembre, il lance un appel à tous les jeunes Touaregs « d'Algérie, Libye et d'ailleurs » à rejoindre les environs de Gao pour prendre part à la lutte contre les djihadistes.
Le 22 novembre 2023, il est nommé gouverneur de la région de Kidal,.